# Храшенський Врх
Храшенський Врх (словен. Hrašenski Vrh) — поселення в общині Раденці, Помурський регіон, Словенія. Висота над рівнем моря: 250,2 м.